# Championnat de Libye de football 1974-1975
Navigation
Saison précédente Saison suivante
La saison 1974-1975 du Championnat de Libye de football est la onzième édition du championnat de première division libyen. La compétition réunit douze équipes au sein d'une poule unique où elles affrontent deux fois leurs adversaires, à domicile et à l'extérieur. 
C'est le club d'Al Ahly Benghazi qui remporte la compétition après avoir terminé en tête du classement final, avec un seul point d'avance d'avance sur le double tenant du titre,  Al Ahly Tripoli et cinq sur Al Ittihad Tripoli. C'est le troisième titre de champion de Libye de l'histoire du club.

## Les clubs participants
| - Al Ittihad Tripoli - Al Ahly Benghazi - Al Ahly Tripoli - Al Shorta Tripoli - Al Shabab Al Arabe - Promu de Second Division - Al Tayaran | - Al Medina Tripoli - Al Africy - Al Wahda Tripoli - Al Nasr Benghazi - Al Tahaddy Benghazi - Al Soahel - Promu de Second Division |

## Compétition

### Classement
| Rang | Équipe              | Pts | J  | G  | N  | P  | Bp | Bc | Diff |
| ---- | ------------------- | --- | -- | -- | -- | -- | -- | -- | ---- |
| 1    | Al Ahly Benghazi    | 39  | 22 | 15 | 4  | 3  | 40 | 14 | +26  |
| 2    | Al Ahly TripoliTC   | 33  | 22 | 11 | 11 | 0  | 36 | 16 | +20  |
| 3    | Al Ittihad Tripoli  | 31  | 22 | 10 | 9  | 3  | 32 | 23 | +9   |
| 4    | Al Nasr Benghazi    | 24  | 22 | 10 | 5  | 7  | 31 | 22 | +9   |
| 5    | Al Tahaddy Benghazi | 23  | 22 | 7  | 9  | 6  | 24 | 27 | -3   |
| 6    | Al Wahda Tripoli    | 22  | 22 | 7  | 8  | 7  | 19 | 17 | +2   |
| 7    | Al Africy           | 21  | 22 | 7  | 8  | 7  | 25 | 24 | +1   |
| 8    | Al Medina Tripoli   | 20  | 22 | 5  | 12 | 5  | 34 | 35 | -1   |
| 9    | Al Shabab Al ArabeP | 17  | 22 | 3  | 11 | 8  | 16 | 28 | -12  |
| 10   | Al SoahelP          | 16  | 22 | 5  | 4  | 13 | 24 | 37 | -13  |
| 11   | Al Tayaran          | 15  | 22 | 2  | 8  | 12 | 13 | 35 | -22  |
| 12   | Al Shorta Tripoli   | 15  | 22 | 2  | 7  | 13 | 14 | 30 | -16  |

| Qualifications et relégations | Qualifications et relégations                                                       |
| ----------------------------- | ----------------------------------------------------------------------------------- |
|                               | Qualification pour la Coupe d'Afrique des clubs champions 1976                      |
|                               | Qualification pour la Coupe des Coupes 1976                                         |
|                               | T : Tenant du titre C : Vainqueur de la Coupe de Libye P : Promu de Second Division |

## Bilan de la saison
| Championnat de Libye de football 1974-1975 |                             |
| Champion                                   | Al Ahly Benghazi (3e titre) |
| Coupes et trophées                         |                             |
| Vainqueur de la Coupe de Libye 1974-1975   | Al Ahly Tripoli             |
| Qualifications continentales               |                             |
| Coupe d'Afrique des clubs champions 1976   | Al Ahly Benghazi            |
| Coupe des Coupes 1976                      | Al Ahly Tripoli             |
| Promotions et relégations                  |                             |
| Promus en Premier League                   | Aucun                       |
| Relégués en Second Division                | Aucun                       |